# Bullet Club
Il Bullet Club  (バレットクラブ?) è una stable di wrestling attiva nella New Japan Pro-Wrestling, nata a Wrestling Dontaku il 3 maggio 2013.
Il gruppo si è formato quando Prince Devitt e Bad Luck Falé si sono uniti a Karl Anderson e Tama Tonga, stringendo un'alleanza di soli wrestler stranieri. Con il passare del tempo il Bullet Club ha avuto diverse incarnazioni e diversi leader, contando tra le sue file alcuni atleti di caratura mondiale come AJ Styles, Adam Cole, Cody Rhodes e Kenny Omega.

## Concetto
L'idea del Bullet Club è stata concepita dalla New Japan Pro-Wrestling all'inizio del 2013, in seguito alla risposta positiva da parte del pubblico alla storyline che ha visto Prince Devitt tradire il suo compagno di lunga data, Ryusuke Taguchi, per allearsi con Bad Luck Falé; inizialmente era previsto che Devitt e Falé rimanessero un tag team, ma successivamente si è deciso di unirli a Karl Anderson e Tama Tonga per formare un gruppo completamente straniero.
Utilizzando il caratteristico gesto delle mani noto come Too Sweet, i membri del Bullet Club erano soliti tributare un omaggio al New World Order, stable attiva nella World Championship Wrestling nella seconda metà degli anni novanta e originariamente composta da Hulk Hogan, Kevin Nash e Scott Hall. Nel marzo del 2015 la World Wrestling Entertainment, che aveva acquisito la World Championship Wrestling quattordici anni prima, ha presentato una domanda per archiviare il gesto del Too Sweet come proprio marchio registrato; alcuni wrestler e addetti ai lavori, tra cui i fratelli Matt Jackson e Nick Jackson, hanno suggerito che ciò era stato fatto per cercare di ostacolare la popolarità che il gruppo aveva raggiunto al di fuori del Giappone. La registrazione del marchio da parte della WWE è stata completata nell'ottobre del 2017, costringendo il Bullet Club a cambiare gesto di presentazione.

## Storia

### Comando di Prince Devitt (2013–2014)

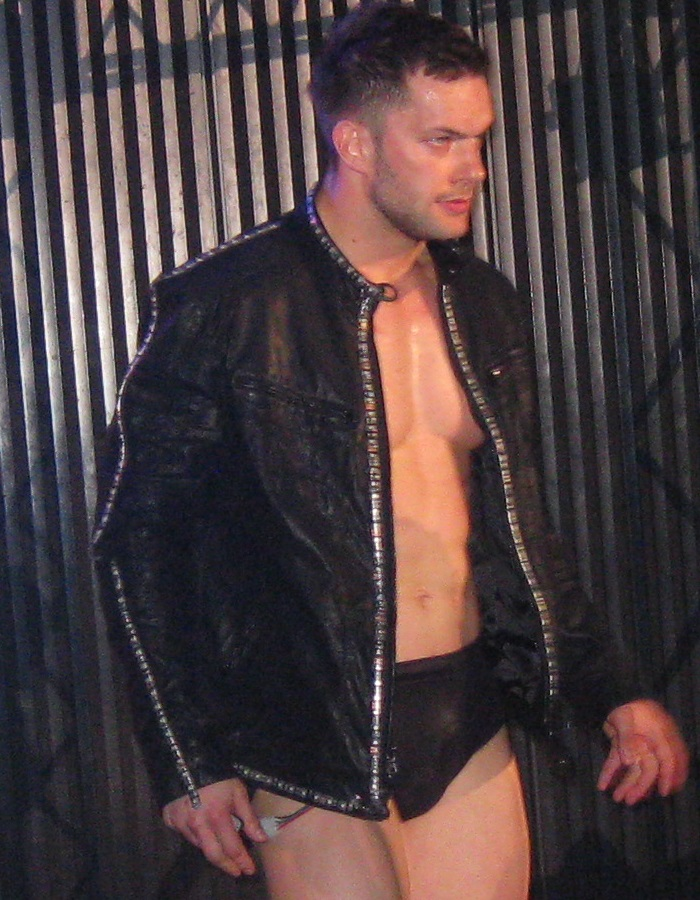
Prince Devitt, primo leader del Club

Il Bullet Club si è formato nella New Japan Pro-Wrestling il 3 maggio 2013, quando Prince Devitt ha tradito il suo compagno di lunga data, Ryusuke Taguchi, per allearsi con Bad Luck Falé; successivamente i due si sono uniti a Karl Anderson e Tama Tonga, creando una stable completamente straniera.
Entro la fine dell'anno si sono uniti alla stable altri tre wrestler statunitensi: gli Young Bucks e DOC Gallows; anche alcuni lottatori neolatini (El Terrible, Rey Bucanero, La Comandante e Mephisto) del Consejo Mundial de Lucha Libre sono apparsi nella New Japan Pro-Wrestling come membri del Bullet Club, portando così alla creazione di un gruppo simile con il nome di Bullet Club Latinoamerica.
All'inizio del 2014 i membri del Bullet Club detenevano contemporaneamente l'IWGP Tag Team Championship, l'IWGP Junior Heavyweight Championship e l'IWGP Junior Heavyweight Tag Team Championship, oltre ad aver vinto la World Tag League e Best of Super Juniors

### Comando di Karl Anderson (2014–2015)
Prince Devitt ha lasciato la New Japan Pro-Wrestling nell'aprile del 2014 ed è stato rimpiazzato da AJ Styles, mentre Karl Anderson ha preso il pieno potere del Bullet Club in quanto Styles stava continuando a lottare nel circuito indipendente nordamericano, partecipando solo ai principali eventi della NJPW.

### Comando di AJ Styles (2015–2016)

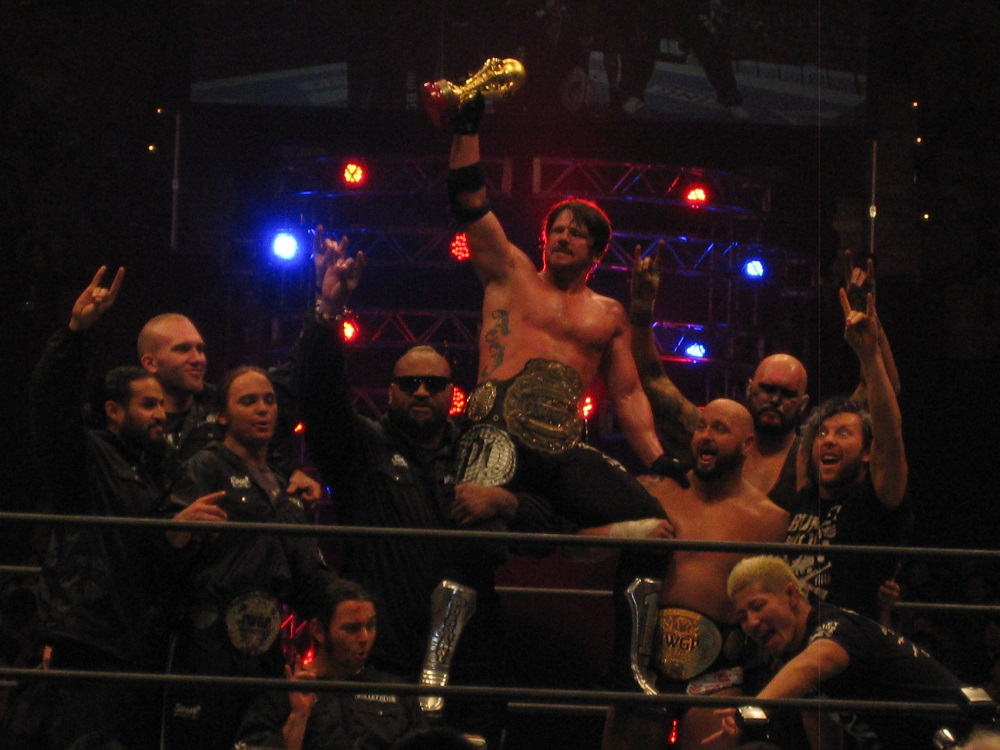
Il Bullet Club festeggia la vittoria di AJ Styles dell'IWGP Heavyweight Championship

AJ Styles ha iniziato ad essere considerato il leader del Bullet Club quando ha cominciato ad apparire nella Ring of Honor. Nei mesi successivi si è aggiunto anche il primo wrestler giapponese del gruppo, Yujiro Takahashi.
Il Bullet Club è riuscito a conquistare ogni titolo della NJPW dopo aver vinto anche l'IWGP Heavyweight Championship (Styles ha sconfitto il campione in carica Kazuchika Okada), l'IWGP Intercontinental Championship (Falé ha sconfitto il campione in carica Shinsuke Nakamura) ed il NEVER Openweight Championship (Takahashi ha sconfitto il campione in carica Tomohiro Ishii).
Ad inizio 2015 si sono uniti al gruppo Kenny Omega, Cody Hall e Chase Owens.

### Comando di Kenny Omega (2016–2017)

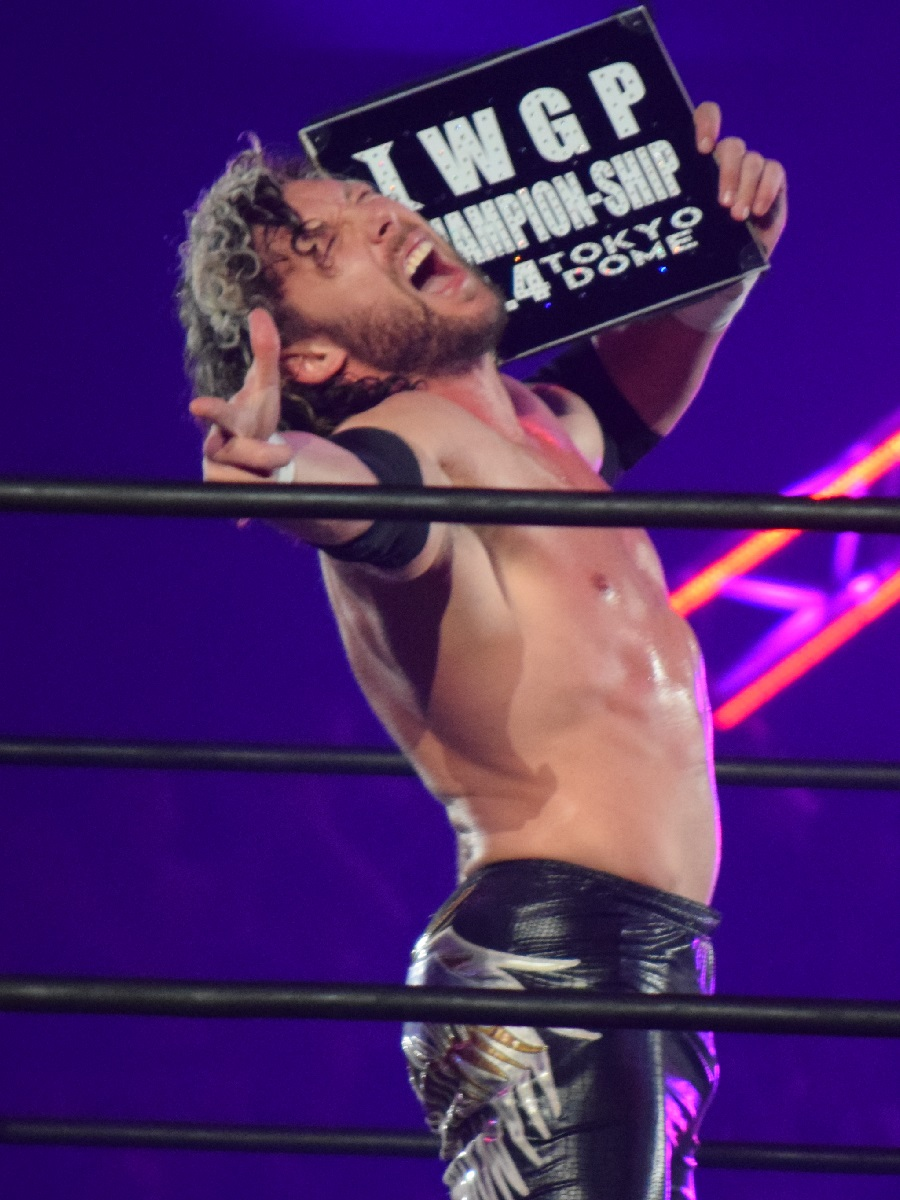
Kenny Omega, quarto leader, è stato il primo gaijin a vincere il G1 Climax

AJ Styles ha lasciato la NJPW nel gennaio 2016 ed è stato cacciato dal Bullet Club venendo rimpiazzato da Omega come nuovo leader; Omega e gli Young Bucks hanno poi formato un loro trio noto come The Elite.
Il Bullet Club ha ottenuto un ulteriore successo l'11 febbraio 2016 a The New Beginning in Osaka quando Fale, Takahashi e Tonga hanno sconfitto Jay e Mark Briscoe e Toru Yano per conquistare il nuovo NEVER Openweight Six-Man Tag Team Championship, perdendo tuttavia il titolo appena tre giorni dopo in una rivincita contro gli ex campioni a The New Beginning in Niigata, dove Omega ha sconfitto Hiroshi Tanahashi per vincere il vacante IWGP Intercontinental Championship.
Anderson e Gallows hanno lottato il loro ultimo match per la NJPW il 20 febbraio a Honor Rising: Japan 2016 dove, insieme a Fale e Tonga, sono stati sconfitti da Bobby Fish, Hirooki Goto, Katsuyori Shibata e Kyle O'Reilly. In quello stesso evento Omega e gli Young Bucks hanno sconfitto i Briscoe e Yano per il NEVER Openweight Six-Man Tag Team Championship.
Sempre nel 2016 le file del BC si sono ulteriormente allungate in quanto sono diventati membri wrestler di spicco come Adam Cole, Cody, Tanga Loa, Adam Page, Marty Scurll (che prende il posto di Cole) e Leo Tonga. Cole e Cody hanno allungato la lista di titoli nel palmares del gruppo con il ROH World Championship, Adam Page e i Bucks hanno vinto il ROH Six Man Tag Team Championship (i due fratelli sono anche tre volte campioni tag team ROH) e Kenny Omega ha vinto l'IWGP United States Championship. Lo stesso Omega, che ha vinto il G1 Climax nel 2016, si è reso protagonista di match altamente spettacolari e apprezzati dalla critica di settore nella sua trilogia contro Kazuchika Okada per l'IWGP Heavyweight Championship e nella finale del G-1 Climax 2017 contro Tetsuya Naito, da cui è uscito sconfitto nonostante la vittoria l'anno precedente.

### Attriti e guerra interna (2017–2018)

A New Beginning in Sapporo Cody attacca Omega sancendo l'inizio della Civil War

A Wrestle Kingdom 12 Kenny Omega batte Chris Jericho mantenendo l'IWGP US Championship, mentre Cody viene sconfitto da Kota Ibushi.
Il giorno dopo a New Year Dash, dopo un tag team match, Cody prova ad attaccare Ibushi, ma questi viene salvato da Omega, causando una reazione da parte dell'American Nightmare. Le frizioni esplodono dopo la perdita del titolo da parte di Omega contro Jay White, in quanto dopo il match questi impedisce ad Hangman Page di sfidare il nuovo campione. Cody e Page allora attaccano Omega che viene salvato da Ibushi, riformando così il tag team dei Golden Lovers, creando così dubbi sullo status attuale del Bullet Club.
Il 7 aprile 2018 Cody sconfigge Omega nell'evento ROH Supercard of Honor, dopo che questi viene erroneamente colpito dagli Young Bucks.
Sebbene la faida fra Kenny e Cody vada avanti gli altri membri del Bullet Club hanno formato una sorta di sottogruppo noto come BCOG, composta da Bad Luck Fale, Tama Tonga, Tanga Loa, Yujiro Takahashi e Chase Owens.
A Wrestling Dontaku i BCOG, gli Young Bucks, Hangman Page e Marty Scurll, dopo il match che li ha visti contrapposti, ha condiviso un "Too Sweet" al centro del ring. Inoltre nella stessa sera debutta il nuovo Bone Soldier, Taiji Ishimori.
Il 9 giugno 2018 Kenny diventa per la prima volta IWGP Heavyweight Champion battendo Okada ponendo fine al suo regno di 720 giorni. Dopo il match gli Young Bucks, i neo campioni di coppia, sono apparsi sul ring e insieme a Kota Ibushi si sono abbracciati con Omega formando la Golden Elite, e confermando il canadese come leader del Bullet Club.
Il 7 luglio, al G1 special in San Francisco, Kenny batte Cody nella sua prima difesa titolata. Dopo il match i membri del Bullet Club sopraggiunti vengono attaccati da Tama Tonga e Tanga Loa, che formano assieme al padre King Haku la Firing Squad. A seguito dell'attacco subito Cody e Kenny si abbracciano, mettendo fine alla loro faida.
Il Bullet Club si divide così in due fazioni, dove nella Firing Squad entrano Bad Luck Falé e Hikuleo, mentre gli altri formano la Bullet Club Elite.
Il 21 Luglio 2018 Cody e gli Young Bucks vincono i ROH World Six-Man Tag Team Championship.
L'8 ottobre, durante l'evento King of Pro-Wrestling, al termine del match disputatosi fra Hiroshi Tanahashi e Jay White, quest'ultimo ha successivamente attaccato il vincitore, portando all'intervento di Kazuchika Okada. Sul ring poi arrivano i membri della Firing Squad che mettono a terra Okada e Tanahashi. Gedo, storico manager di Okada che lo ha tradito per allearsi con Jay White, ha di seguito annunciato che entrambi sarebbero entrati nella Firing Squad, con White che formalmente ha assunto il ruolo di leader della fazione.
Il 30 ottobre 2018 l'Elite annuncia, nel corso della crociera organizzata da Chris Jericho (Jericho Cruise), di non aver più nulla a che fare con il Bullet Club, ponendo dunque fine alla Civil War.

### Comando di Jay White (2018–2023)

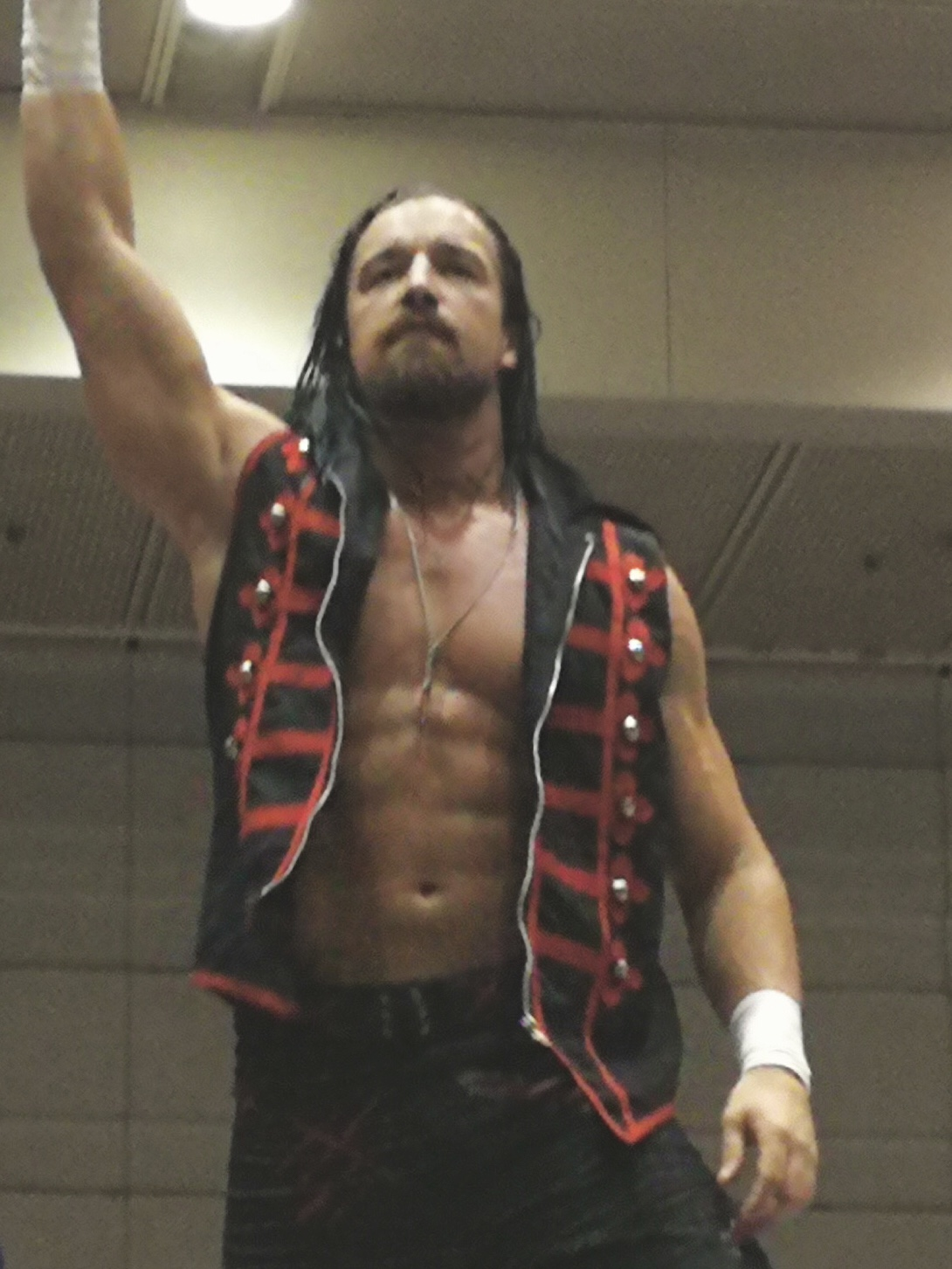
Jay White da leader del Club ha raggiunto una finale del G1 Climax e ha vinto il nuovo IWGP World Heavyweight Championship

Jay White diventa dunque il leader del Bullet Club e a Wrestle Kingdom 13 sconfigge Kazuchika Okada. Nella stessa sera Taiji Ishimori diventa IWGP Junior Heavyweight Champion.
A New Beginning in Osaka l'11 febbraio White sconfigge Hiroshi Tanahashi diventando IWGP Heavyweight Champion.
A G1 Supercard sia White che Ishimori perderanno i loro titoli rispettivamente contro Okada e Dragon Lee, mentre i Guerrillas Of Destiny diventano campioni di coppia sia della NJPW che della ROH vincendo un incontro a quattro coppie dove erano coinvolti anche i Briscoes, Evil e Sanada e Brody King e PCO (campioni di coppia ROH). Le file del Bullet Club si allargano poi con l'ingresso di El Phantasmo che conquista i Junior Tag Team Championship con Taiji Ishimori.
Nel corso del G1 Climax 2019 Jay White raggiunge la finale ma viene sconfitto da Kota Ibushi. Nello stesso show prima della finale viene annunciato un nuovo membro: durante un tag team match fra alcuni membri della stable (Bad Luck Fale e i Guerrillas of Destiny), contro Yoshi-Hashi, Tomohiro Ishii e Kenta, quest'ultimo abbandona i suoi partner per poi tornare nel finale di match per attaccarli e permettere al Bullet Club di vincere. A quel punto con il consueto gesto del "Too Sweet", Kenta annuncia l'intenzione di entrare nel Bullet Club, per poi attaccare Katsuyori Shibata. 
Durante la finale della New Japan Cup dell'11 luglio 2020 il wrestler dei Los Ingobernables de Japon Evil, con l'aiuto di Gedo e Yujiro Takahashi, sconfigge Kazuchika Okada conquistando il trofeo. Al termine del match, il leader dei Los Ingobernables de Japon Tetsuya Naito, in vista del match durante l'evento Dominion del giorno successivo, con in palio sia l'IWGP Heavyweight Championship che l'IWGP Intercontinental Championship, in segno di rispetto per il compagno si complimenta con Evil e invita ad un grande incontro fra i due membri, ma con il consueto gesto del "Too Sweet", Evil attacca Naito, annunciando l'ingresso nel Bullet Club.
Il 12 luglio, durante l'evento Dominion, Evil sconfigge Tetsuya Naito conquistando l'IWGP Heavyweight Championship e l'IWGP Intercontinental Championship grazie all'aiuto di Dick Togo, dopo l'incontro Evil ha annunciato di essere il nuovo leader del Bullet Club fino al ritorno di Jay White, bloccato in patria a causa della pandemia di COVID-19.
Il 29 agosto a Summer Struggle in Jingu Taiji Ishimori vince per la seconda volta L'IWGP Junior Heavyweight Championship, ma Evil perde i titoli contro l'ex campione Tetsuya Naito.
Mentre in Giappone il Bullet Club viene capitanato da Evil e assume una forte presenza giapponese, in America, anche grazie allo show NJPW Strong e alla nuova partnership con Impact Wrestling, Jay White recluta Chris Bey e estromette dal gruppo Tama Tonga e Tanga Loa in favore del ritorno di Karl Anderson e Doc Gallows.
A Wrestle Kingdom 16 Evil conquista il NEVER Openweight Championship e già deteneva i NEVER Openweight 6-Man Tag Team Championship insieme a Yujiro Takahashi e al nuovo membro Sho nella sua fazione interna della House of Torture.
Inoltre insieme ai GoD viene estromesso dal gruppo anche Jado, separandosi dal partner Gedo per la prima volta in 30 anni di carriera.
A Wrestling Dontaku, durante il nono anniversario dalla nascita del Bullet Club, per la prima volta tutti i membri della fazione si trovano in Giappone e durante l'evento il club conquista gli IWGP Tag Team Championship (Chase Owens e Bad Luck Fale), l'IWGP Junior Heavyweight Championship (Ishimori), tornano in New Japan Jay White e i Good Brothers, e si uniscono al gruppo Juice Robinson e Ace Austin.
A Dominion del 12 giugno Jay White sconfigge Okada diventando per la prima volta IWGP World Heavyweight Champion.
Jay White lascia la NJPW e dunque il Bullet Club dopo aver perso il titolo a Wrestle Kingdom 17 e poi una serie di match con in palio la sua carriera in Giappone (contro Hikuleo) e in New Japan (contro Eddie Kingston). Il mese successivo White firmerà un contratto con la All Elite Wrestling e formerà una fazione distaccata del club, chiamata Bullet Club Gold, assieme a Juice Robinson.

### Comando di David Finlay (2023–presente)

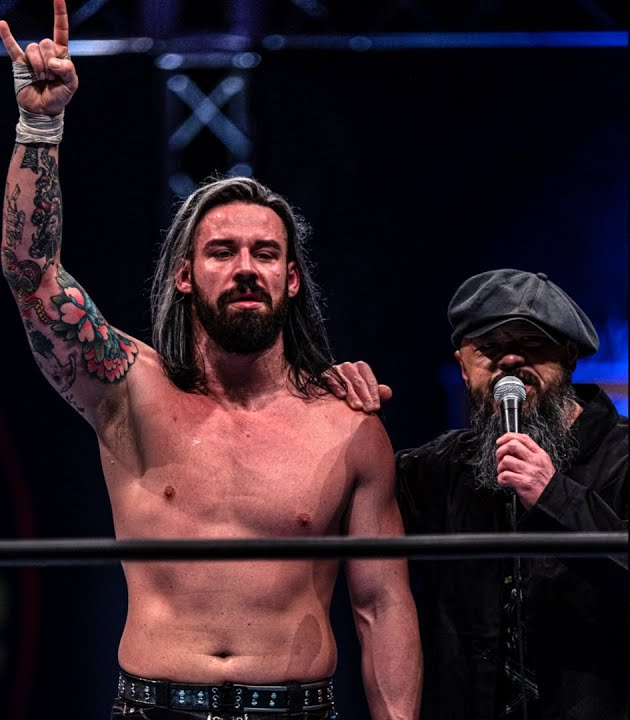
David Finlay, sesto leader del Bullet Club, forma il sottogruppo dei War Dogs

In New Japan a prendere il posto di Jay White al comando del Bullet Club sarà David Finlay, che recluta al posto di El Phantasmo, reo di non aver accettato Finlay come leader, il wrestler americano Clark Connors. Il mese seguente a Dominion entrano nel club anche Alex Coughlin, Gabe Kidd e Drilla Moloney. Connors e Moloney diventeranno IWGP Junior Tag Team Champions mentre a Wrestle Kingdom 18 David Finlay diventa il primo IWGP Global Champion.
Nel frattempo anche le file della House of Torture si ingrossano con l'ingresso di Ren Narita, Yoshinobu Kanemaru e Jack Perry dalla All Elite Wrestling. Sho della House of Torture riporta nel Bullet Club l'IWGP Junior Heavyweight Championship mentre Chase Owens e Kenta diventano IWGP Tag Team Champions.
Dopo il G1 Climax i War Dogs reclutano Jake Lee dalla Pro Wrestling Noah e a ridosso della Super Junior Tag League, Robbie X dalla Revolution Pro Wrestling.
A The New Beginning in Osaka, Evil e la House of Torture attaccano Gabe Kidd, iniziando una nuova guerra interna fra le due fazioni. David Finlay ha in seguito sfidato Evil con in palio la permanenza nel Bullet Club.
A Wrestling Dontaku i War Dogs sconfiggono la House of Torture in un Dogpound Cage match estromettendola dal gruppo.
Il mese successivo a Dominion Bad Luck Fale (ora rinominato Don Fale) e Chase Owens lasciano il Bullet Club per unirsi alla House Of Torture.

## Membri
| Simbolo | Significato      |
| ------- | ---------------- |
| I-VI    | Leader           |
| *       | Membro fondatore |

### Formazione attuale

#### War Dogs (New Japan)
| Nome           | Nome                   | Data d'ingresso | Note |
| -------------- | ---------------------- | --------------- | ---- |
| Clark Connors  | Stati Uniti (bandiera) | 15 aprile 2023  |      |
| Drilla Moloney | Inghilterra (bandiera) | 4 giugno 2023   |      |
| David Finlay   | Stati Uniti (bandiera) | 6 marzo 2023    | VI   |
| Gabe Kidd      | Inghilterra (bandiera) | 4 giugno 2023   |      |
| Gedo           | Giappone (bandiera)    | 8 ottobre 2018  |      |
| Jake Lee       | Giappone (bandiera)    | 13 luglio 2024  |      |
| Oskar          | Germania (bandiera)    | 17 agosto 2025  |      |
| Robbie X       | Inghilterra (bandiera) | 20 ottobre 2024 |      |
| Taiji Ishimori | Giappone (bandiera)    | 4 maggio 2018   |      |
| Yuto-Ice       | Giappone (bandiera)    | 17 agosto 2025  |      |

#### Bang Bang Gang (All Elite Wrestling)
| Nome           | Nome                     | Data d'ingresso | Note |
| -------------- | ------------------------ | --------------- | ---- |
| Austin Gunn    | Stati Uniti (bandiera)   | 24 giugno 2023  |      |
| Colten Gunn    | Stati Uniti (bandiera)   | 24 giugno 2023  |      |
| Jay White      | Nuova Zelanda (bandiera) | 8 ottobre 2018  | V    |
| Juice Robinson | Stati Uniti (bandiera)   | 1 maggio 2022   |      |

### Membri precedenti
| Nome               | Nome                   | Ingresso          | Uscita            | Note |
| ------------------ | ---------------------- | ----------------- | ----------------- | ---- |
| Ace Austin         | Stati Uniti (bandiera) | 3 giugno 2022     | 1 gennaio 2025    |      |
| Adam Cole          | Stati Uniti (bandiera) | 8 maggio 2016     | 12 maggio 2017    |      |
| Adam Page          | Stati Uniti (bandiera) | 9 maggio 2016     | 30 ottobre 2018   |      |
| AJ Styles          | Stati Uniti (bandiera) | 6 aprile 2014     | 5 gennaio 2016    | III  |
| Alex Coughlin      | Stati Uniti (bandiera) | 4 giugno 2023     | 23 marzo 2024     |      |
| Bad Luck Fale      | Tonga (bandiera)       | 3 maggio 2013     | 15 giugno 2025    | *    |
| Bone Soldier       | Giappone (bandiera)    | 25 settembre 2016 | 1º marzo 2017     |      |
| Chase Owens        | Stati Uniti (bandiera) | 23 ottobre 2015   | 15 giugno 2025    |      |
| Cody Rhodes        | Stati Uniti (bandiera) | 16 dicembre 2016  | 24 ottobre 2018   |      |
| Cody Hall          | Stati Uniti (bandiera) | 5 gennaio 2015    | 3 febbraio 2017   |      |
| Chris Bey          | Stati Uniti (bandiera) | 19 luglio 2021    | 1 gennaio 2025    |      |
| Dick Togo          | Giappone (bandiera)    | 12 luglio 2020    | 3 maggio 2025     |      |
| Doc Gallows        | Stati Uniti (bandiera) | 23 novembre 2013  | 5 gennaio 2016    |      |
| Doc Gallows        | Stati Uniti (bandiera) | 19 febbraio 2022  | 10 ottobre 2022   |      |
| El Phantasmo       | Canada (bandiera)      | 8 marzo 2019      | 8 aprile 2023     |      |
| Evil               | Giappone (bandiera)    | 11 luglio 2020    | 3 maggio 2025     |      |
| Frankie Kazarian   | Stati Uniti (bandiera) | 11 febbraio 2017  | 10 marzo 2017     |      |
| Hikuleo            | Tonga (bandiera)       | 10 settembre 2017 | 25 settembre 2022 |      |
| Jack Perry         | Stati Uniti (bandiera) | 6 marzo 2024      | 11 maggio 2024    |      |
| Jado               | Giappone (bandiera)    | 8 ottobre 2018    | 13 marzo 2022     |      |
| Karl Anderson      | Stati Uniti (bandiera) | 3 maggio 2013     | 5 gennaio 2016    | II*  |
| Karl Anderson      | Stati Uniti (bandiera) | 19 febbraio 2022  | 10 ottobre 2022   | II*  |
| Kenny Omega        | Canada (bandiera)      | 8 novembre 2014   | 30 ottobre 2018   | IV   |
| Kenta              | Giappone (bandiera)    | 12 agosto 2019    | 6 gennaio 2025    |      |
| Lyrebird Luchi     | Australia (bandiera)   | 27 gennaio 2023   | 10 giugno 2023    |      |
| Marty Scurll       | Inghilterra (bandiera) | 12 maggio 2017    | 24 ottobre 2018   |      |
| Matt Jackson       | Stati Uniti (bandiera) | 25 ottobre 2013   | 24 ottobre 2018   |      |
| Nick Jackson       | Stati Uniti (bandiera) | 25 ottobre 2013   | 24 ottobre 2018   |      |
| Prince Devitt      | Irlanda (bandiera)     | 3 maggio 2013     | 6 aprile 2014     | I*   |
| Ren Narita         | Giappone (bandiera)    | 6 dicembre 2023   | 3 maggio 2025     |      |
| Robbie Eagles      | Australia (bandiera)   | 16 ottobre 2018   | 29 giugno 2019    |      |
| SANADA             | Giappone (bandiera)    | 4 novembre 2024   | 3 maggio 2025     |      |
| Sho                | Giappone (bandiera)    | 4 settembre 2021  | 3 maggio 2025     |      |
| Tama Tonga         | Tonga (bandiera)       | 3 maggio 2013     | 19 febbraio 2022  | *    |
| Tanga Loa          | Tonga (bandiera)       | 12 marzo 2016     | 19 febbraio 2022  |      |
| Yoshinobu Kanemaru | Giappone (bandiera)    | 23 settembre 2023 | 3 maggio 2025     |      |
| Yujiro Takahashi   | Giappone (bandiera)    | 3 maggio 2014     | 3 maggio 2025     |      |

## Titoli
- AAW Wrestling
  - AAW Heritage Championship - Ace Austin
- All Elite Wrestling
  - AEW World Trios Championship - Jay White e The Gunns
  - AEW TNT Championship - Jack Perry
- Consejo Mundial de Lucha Libre
  - CMLL World Heavyweight Championship (1) – El Terrible
  - CMLL World Tag Team Championship – (2), El Terrible e Tama Tonga, Tama Tonga e Rey Bucanero
- DDT Pro-Wrestling
  - Ironman Heavymetalweight Championship (2) - Taiji Ishimori, Young Bucks
- DEFY Wrestling
  - DEFY World Champiosnhip - Kenta
- Total Nonstop Action
  - TNA World Tag Team Championship – (3) The Good Brothers, Austin e Bey (2)
  - TNA X Division Championship – (1) Ace Austin
- National Wrestling Alliance
  - NWA World Heavyweight Championship (1) – Cody Rhodes
  - NWA Southeastern Heavyweight Championship (1) – Chase Owens
- New Japan Pro-Wrestling
  - IWGP World Heavyweight Championship  (1) - Jay White
  - IWGP Heavyweight Championship (5)[24] – AJ Styles (2), Kenny Omega (1), Jay White (1), Evil (1)
  - IWGP Junior Heavyweight Championship (8)[15] – Kenny Omega (2), Prince Devitt (1), Marty Scurll (1), Taiji Ishimori (3), Sho (1)
  - IWGP Intercontinental Championship (4)[25] – Bad Luck Fale (1), Kenny Omega (1), Jay White (1), Evil (1)
  - IWGP United States Heavyweight Championship (4) – Kenny Omega (1) e Cody Rhodes (1), Kenta (1), Juice Robinson (1)
  - IWGP Global Heavyweight Championship (3) - David Finlay (2), Kidd
  - IWGP Tag Team Championship (14)[14] – Tama Tonga e Tanga Loa (7), Karl Anderson e Doc Gallows (3) e The Young Bucks (1), Owens e Fale (1), Owens e Kenta (2)
  - IWGP Junior Heavyweight Tag Team Championship (12)[14] – The Young Bucks (7) e Taiji Ishimori ed El Phantasmo (3), Connors e Moloney (2)
  - NEVER Openweight Championship (7), Yujiro Takahashi, Kenta, Jay White, Evil (2), Karl Anderson, David Finlay
  - NEVER Openweight 6-Man Tag Team Championship  (9) - Fale, Yujiro e Tama (1), Omega e Young Bucks (2), Fale, Tama, Loa (2), Young Bucks e Marty Scurll (1), Tama, Loa, Ishimori (1), Sho, Evil, Yujiro (2)
  - Strong Openweight Championship (3) - Kenta (2), Gabe Kidd
  - Strong Openweight Tag Team Championship - Kidd e Coughlin
- Pro Wrestling Guerrilla 
  - PWG World Tag Team Championship - Young Bucks
- Revolution Pro Wrestling 
  - British Heavyweight Championship (1) AJ Styles
  - British Cruiserweight Championship (2), Devitt (1), El Phantasmo (1)
- Ring of Honor
  - ROH World Championship (3) – Adam Cole (2), Cody Rhodes (1)
  - ROH World Tag Team Championship (4)[48] – The Young Bucks (3), Guerrillas of Destiny (1)
  - ROH World Six-Man Tag Team Championship (2) – Adam Page e Young Bucks (1), Cody Rhodes e Young Bucks (1)